# Léon Degrelle
Léon Joseph Marie Degrelle (Bouillon, 15. lipnja 1906. – Málaga, 1. travnja 1994.), belgijski odvjetnik i fašistički političar, vođa reksističkog pokreta, osnivač Parti Rexiste, časnik Waffen-SS-a.

## Prijeratna karijera
Nakon studiranja na jezuitskom fakultetu i nedovršenog studija prava na Université catholique de Louvain, Degrelle je radio kao novinar za konzervativne katoličke novine Christus Rex. Jedno vrijeme je proveo kao dopisnik u Meksiku gdje je svjedočio oružanom sukobu katoličkih (Cristero) i antiklerikalnih snaga.  Još zarana je postao impresioniran idejama reakcionarnog francuskog filozofa Charlesa Maurrasa, a pod dojmom sukoba u Meksiku poveo je militantnu struju unutar belgijske Katoličke stranke koja se okupila oko njegovih Éditions de Rex (Rex se odnosi na Krista).  
Ideje koje je Degrelle zagovarao bile su u suprotnosti s idejama prevladavajuće struje unutar Katoličke stranke što je rezultiralo sukobom i odvajanjem reksista od stranke 1935. godine. Novonastala Parti Rexiste zagovarala je ideje bliske fašizmu i korporativizmu s elementima nacionalizma i ultramontanizma; ideje o socijalnoj jednakosti su bile donekle slične marksističkim, ali je pak bila izrazito antikomunistički nastrojena. Stranka se također borila protiv korupcije u belgijskoj politici. Reksisti su podršku dobivali većinom od frankofonih Valonaca, dok je u flamanskom dijelu prevladavao Vlaamsch Nationaal Verbond.  
Godine 1936. Degrelle se susreo s Mussolinijem i Hitlerom koji su mu njegovoj stranci dali financijsku i političku podršku.  Na izborima te godine reksisti su dobili 21 mjesto u Senatu i 12 mjesta u Predstavničkom domu. Stranka je također prilagodila svoj program nacističkim idejama antisemitizma te se povezala s ostalim fašističkim pokretima u Europi. Degrelle se osobno sastajao Joseom de Rivierom (vođa španjolskih falangista) i Corneliuom Codrenauom (vođa rumunjske Željezne garde).
Degrelle je u to vrijeme upoznao i crtača stripova Hergéa.  Nakon njegove smrti tvrdio je da je u za vrijeme novinarske karijere inspirirao kreaciju Tintina, iako je sam Hergé tvrdio da je lik baziran na njegovom bratu.

## Kolaboracija
Godine 1939. stranka je imala po četiri zastupnika u Senatu i Predstavničkom domu.  Degrelle je početkom rata podržao politiku neutralnosti kralja Leopolda III. Nakon njemačke invazije na Belgiju 10. svibnja 1940. godine, u stranici je došlo do podjele oko pitanja otpora.  Degrelle je uhićen kao kolaboracionist i evakuiran u Francusku gdje su ga kasnije oslobodile njemačke trupe. Vrativši se u Belgiju obnovio je Reksističku stranku i povezao je u uniju s nacistima, osobno se angažirajući u širenju nacističke propagande. Istovremeno se jedan dio bivših reksista borio protiv njemačke okupacije.  
Degrelle je formirao Valonsku sekciju Wehrmachta i sam se uključio u njene borbene akcije na Istočnom frontu. Iako je ispočetka trebala predstavljati produžetak Belgijske vojske formacija je kasnije uključena u SS, a Degrelle je do 1945. godine napredovao do čina Standartenführera.  Iste je godine izravno iz Hitlerovih ruku (što je bilo neuobičajeno za stranca) dobio i Ritterkreuz, što je Hitler popratio riječima: "Da imam sina, volio bih da bude nalik vama."

## Život poslije rata i smrt
Svršetkom rata, uz pomoć Alberta Speera i mreže ODESSA pobjegao je u Frankovu Španjolsku.  Zrakoplov kojim je bježao se srušio i Degrelle je pri tome teško ranjen, a njegovo zdravstveno stanje je poslužilo kao isprika španjolskim vlastima da odgode njegovo izručivanje Savezicima.  Degrelle je uz Francovu suglasnost pobjegao iz bolnice i nabavio lažne isprave. Godine 1954. dobio je španjolsko državljanstvo pod imenom Leon José de Ramirez Reina i upraviteljski posao u građevinskoj tvrtki koja je imala povoljne poslovne ugovore s državom.  U Belgiji je u odsustvu osuđen za izdaju.
Nastavio je pisati, dajući podršku desničarskim idejama i organizacijama te niječući Holokaust. Održavao je i kontakte s drugim SS-veteranima, primjerice Ottom Skorzenyjem.  Bio je aktivan u neonacističkoj organizaciji Circulo Español de Amigos de Europa (CEDADE) te je vodio njezinu izdavačku kuću u Barceloni.  Tamo je tiskao i svoje Otvoreno pismo papi Ivanu Pavlu II. a temu koncentracijskog logora u Auschwitzu.  Zbog revizionističkih stavova dospio je i na sud kao tuženik u parnici koju je pokrenula Violeta Friedmann, bivša logorašica.  Iako je sudac u početku bio naklonjen Degrelleu, zaključeno je da je svojim izjavama uvrijedio žrtve Holokausta te je određeno da mora platiti poveliku novčanu kaznu; kaznu je također platio i za Otvoreno pismo.  
Degrelle nikada nije uhvaćen i kažnjen; umro je 1994. godine u španjolskoj bolnici od srčanog napada. Dvije godine prije smrti objavio je memoare.

## Kronologija vojne karijere
Promaknuća:
- 12.02.1942. Gefreiter (Heer)
- 28.02.1942. Oberfeldwebel (Heer)
- 01.05.1942. Leutnant d. R. (Heer)
- 01.06.1943. SS-Obersturmführer d. R. der Waffen-SS
- 01.01.1944. SS-Hauptsturmführer d. R. der Waffen-SS
- 20.04.1944. SS-Sturmbannführer d. R. der Waffen-SS
- 01.01.1945. SS-Obersturmbannführer d. R. der Waffen-SS
- 20.01.1945. SS-Standartenführer d. R. der Waffen-SS
- 02.05.1945. SS-Brigadeführer und Generalmajor der Waffen-SS d. R. (Ovo promaknuće mu je dodijelio Heinrich Himmler;  iako je ono uneseno u njegove vojničke isprave, ne smatra se službenim jer je Himmler razriješen sa svih dužnosti 28.04.1945.)